# District de Mid Ulster
Le district de Mid Ulster (Mid Ulster District en anglais), officiellement appelé Mid Ulster, est un district de gouvernement local d’Irlande-du-Nord.
Créé en avril 2015, il succède aux districts de Dungannon and South Tyrone, de Cookstown et de Magherafelt.

## Géographie

### Situation administrative
Le district est situé dans les comtés d’Armagh, de Londonderry et de Tyrone.

### Territoires limitrophes
| District de Derry City and Strabane | Borough de Causeway Coast and Glens | Borough d’Antrim and Newtownabbey Borough de Mid and East Antrim |
| District de Fermanagh and Omagh     | district de Mid Ulster              | Lough Neagh                                                      |
| République d’Irlande                | République d’Irlande                | Borough d’Armagh City, Banbridge and Craigavon                   |

## Histoire
Un district de gouvernement local (local government district en anglais) regroupant ceux de Dungannon and South Tyrone, de Cookstown et de Magherafelt. est proposé le 30 mai 2008 par le Local Government (Boundaries) Act (Northern Ireland) du 23 mai 2008. Il est formellement créé sous le nom d’Ulster-du-Milieu (Mid Ulster District) à compter du 1er avril 2015 par le Local Government (Boundaries) Order (Northern Ireland) du 30 novembre 2012.

## Administration

### Conseil
Le Mid Ulster District Council, littéralement, le « conseil du district de Mid Ulster », est l’assemblée délibérante du district de Mid Ulster, composée de 40 membres (depuis 2015), appelés les conseillers (councillors).
Un président (chair) et un vice-président (deputy chair) sont élus parmi les conseillers à l’occasion de chaque réunion générale annuelle du conseil du district.

### Circonscriptions électorales
Le district de gouvernement local est divisé en autant de sections électorales (wards en anglais) que de conseillers. Celles-ci sont distribuées par zone électorale de district (district electoral area).
| Zone                           | Depuis 2015                                                                                |
| ------------------------------ | ------------------------------------------------------------------------------------------ |
| Première zone et ses sections  | Carntogher (5 sièges)                                                                      |
| Première zone et ses sections  | - Lower Glenshane - Maghera - Swatragh - Tamlaght O’Crilly - Valley                        |
| Deuxième zone et ses sections  | Clogher Valley (6 sièges)                                                                  |
| Deuxième zone et ses sections  | - Augher and Clogher - Aughnacloy - Ballygawley - Caledon - Castlecaulfield - Fivemiletown |
| Troisième zone et ses sections | Cookstown (7 sièges)                                                                       |
| Troisième zone et ses sections | - Coagh - Cookstown East - Cookstown South - Cookstown West - Loughry - Oaklands - Pomeroy |
| Quatrième zone et ses sections | Dungannon (6 sièges)                                                                       |
| Quatrième zone et ses sections | - Ballysaggart - Killyman - Killymeal - Moy - Moygashel - Mullaghmore                      |
| Cinquième zone et ses sections | Magherafelt (5 sièges)                                                                     |
| Cinquième zone et ses sections | - Coolshinny - Glebe - Lissan - The Loup - Town Parks East                                 |
| Sixième zone et ses sections   | Moyola (5 sièges)                                                                          |
| Sixième zone et ses sections   | - Ballymaguigan - Bellaghy - Castledawson - Draperstown - Tobermore                        |
| Septième zone et ses sections  | Torrent (6 sièges)                                                                         |
| Septième zone et ses sections  | - Ardboe - Coalisland North - Coalisland South - Donaghmore - Stewartstown - Washing Bay   |

## Identité visuelle

Logotype (depuis avril 2015).